# Katya Berger
Pour les articles homonymes, voir Berger (homonymie).
Katya Berger (aussi Katia Berger), née à Londres le 13 décembre 1966, est une actrice anglaise.

## Biographie
Elle est la demi-sœur de l'acteur Kasimir Berger et la demi-sœur de l'actrice Debra Berger.

## Filmographie

### Cinéma
- 1978 : Piccole labbra de Mimmo Cattarrinich : Eva
- 1979 : Un scandale presque parfait (An Almost Perfect Affair) de Marco Ferreri : Maria & la fille de freddie
- 1981 : Horrible (Rosso sangue) de Joe D'Amato : Katia Bennett
- 1981 : Conte de la folie ordinaire (Storie di ordinaria follia) de Marco Ferreri : la fille sur la plage
- 1983 : La Lune dans le caniveau de Jean-Jacques Beineix : Catherine
- 1983 : Nana: Le désir (Nana) de Dan Wolman : Nana
- 2004 : 13/14 d'Ingrid Gogny (Court-métrage) : Carole, la marraine
- 2007 : Une journée de Jacob Berger : La femme du bus